# REO Speedwagon
REO Speedwagon ist eine amerikanische Rockband, die insbesondere in den 1980er Jahren Erfolge zu verzeichnen hatte. Bekannt sind vor allem ihre beiden Nummer-1-Hits Keep On Loving You und Can’t Fight This Feeling. Weitere Hits der Band waren Keep the Fire Burning, Ridin’ the Storm Out, Take It on the Run, Roll with the Changes und Time for Me to Fly. REO Speedwagon gehört zu den bekanntesten Vertretern des Adult Oriented Rock (AOR).

## Name
Der Name der Band leitet sich von der Bezeichnung eines Lastkraftwagens des Automobilherstellers REO ab, REO Speed Wagon, dem Vorgänger des modernen pick-up trucks. Der Keyboarder Neal Doughty hatte den Bandnamen vorgeschlagen; er hatte während seines Ingenieurstudiums an der University of Illinois at Urbana-Champaign von dem Fahrzeug gehört.

## Geschichte
REO Speedwagon wurde 1968 von Doughty und dem Schlagzeuger Alan Gratzer gegründet. Sie spielten in Studentenkneipen Stücke von anderen Bands. Die Besetzung wechselte oft, bis schließlich der Gitarrist Gary Richrath permanentes Bandmitglied wurde und sich als begabter Songschreiber erwies.
Die Band wurde in ihrer Heimatstadt Champaign in Illinois und der Umgebung schnell zu einem bekannten und beliebten Bühnenact. Nachdem Bars und Kneipen für die Konzerte zu klein wurden, beschlossen die Mitglieder, professionelle Musiker zu werden. Sie nahmen erste Demotapes auf und bewarben sich bei Plattenfirmen. Schließlich nahm Epic Records die Band unter Vertrag.
1971 spielten sie ihr erstes Album REO Speedwagon ein. Neben Doughty, Gratzer und Richrath nahmen Gregg Philbin (Bass) und Terry Luttrell (Gesang) an der Aufnahme teil. 157 Riverside Avenue ist das bekannteste Stück des Albums und wird auch heute noch regelmäßig live gespielt. Inzwischen ist auch das Erstlingswerk der Band, zusammen mit dem Album REO/TWO (1972), auf einer Doppel-CD erschienen, dennoch stellt es weiterhin ein Sammlerstück dar. Das Debütalbum ist der einzige Tonträger der Band, bei dem alle Kompositionen von allen Bandmitgliedern gemeinsam stammen.
Auf dem zweiten Album REO/TWO (1972) spielte Kevin Cronin (Gitarre, Gesang) anstelle von Luttrell, wurde danach aber selbst durch Mike Murphy ersetzt. Das dritte Album war Ridin’ the Storm Out. Murphy blieb für zwei weitere Alben, bis 1976 Cronin zur Band zurückkehrte.
Das Livealbum You Get What You Play For aus dem Jahr 1977 wurde REO Speedwagons erster Verkaufserfolg.
1978 erschien You Can Tune a Piano But You Can’t Tuna Fish mit Bruce Hall anstelle von Gregg Philbin. Aus dem Album wurde mit Roll with the Changes der erste Top-40-Hit der Band ausgekoppelt. 1981 stieg das Album Hi Infidelity an die Spitze der Charts, das mehrere Single-Hits lieferte. Die nächsten Alben, Good Trouble und Wheels Are Turnin, verkauften sich ebenfalls gut.
Ende der 1980er begann der Erfolg nachzulassen. Die Besetzung änderte sich wieder häufiger. Alan Gratzer und Gary Richrath verließen die Band. Gratzer im September 1988 und Richrath im Frühjahr 1989. Besonders Richraths Ausstieg war ein herber Verlust für die Band, schrieb er doch neben Kevin Cronin die meisten Songs. Während Richrath eine Solokarriere mit einer nach ihm benannten Band startete, zog sich Gratzer von der aktiven Musik zurück und eröffnete ein Restaurant namens „Mona Lisa“ in Santa Barbara (Kalifornien).
Auch nach der Jahrtausendwende war REO Speedwagon noch auf Tour, wobei sie gelegentlich mit anderen Rockveteranen wie Foreigner, Styx, Journey und Fleetwood Mac auftraten.
Fast zehn Jahre nach Erscheinen des letzten Studioalbums veröffentlichte die Band im Frühjahr 2007 ein neues Album mit dem Titel Find Your Own Way Home.

## Trivia
In der Mangaserie JoJo’s Bizarre Adventure spielt der Charakter Robert E. O. Speedwagon auf die Band an.
In der US-Fernsehserie Ozark hatte die Band 2020 einen Cameo-Auftritt. Danach stiegen einige ihrer alten Singles wieder in die Billboard-Charts ein.

## Diskografie
Studioalben

| Jahr | Titel                                               | Höchstplatzierung, Gesamtwochen, AuszeichnungChartplatzierungen (Jahr, Titel, Platzierungen, Wochen, Auszeichnungen, Anmerkungen) | Höchstplatzierung, Gesamtwochen, AuszeichnungChartplatzierungen (Jahr, Titel, Platzierungen, Wochen, Auszeichnungen, Anmerkungen) | Höchstplatzierung, Gesamtwochen, AuszeichnungChartplatzierungen (Jahr, Titel, Platzierungen, Wochen, Auszeichnungen, Anmerkungen) | Höchstplatzierung, Gesamtwochen, AuszeichnungChartplatzierungen (Jahr, Titel, Platzierungen, Wochen, Auszeichnungen, Anmerkungen) | Höchstplatzierung, Gesamtwochen, AuszeichnungChartplatzierungen (Jahr, Titel, Platzierungen, Wochen, Auszeichnungen, Anmerkungen) | Anmerkungen                             |
| Jahr | Titel                                               | DE | AT | CH | UK | US | Anmerkungen                             |
| ---- | --------------------------------------------------- | --- | --- | --- | --- | --- | --------------------------------------- |
| 1971 | R.E.O. Speedwagon                                   | — | — | — | — | — | Erstveröffentlichung: Oktober 1971      |
| 1972 | T.W.O.                                              | — | — | — | — | US— GoldUS | Erstveröffentlichung: Dezember 1972     |
| 1973 | Ridin’ the Storm Out                                | — | — | — | — | US171 Platin · (8 Wo.)US | Erstveröffentlichung: 21. Dezember 1973 |
| 1974 | Lost in a Dream                                     | — | — | — | — | US98 (14 Wo.)US | Erstveröffentlichung: Oktober 1974      |
| 1975 | This Time We Mean It                                | — | — | — | — | US74 (10 Wo.)US | Erstveröffentlichung: Juli 1975         |
| 1976 | R.E.O.                                              | — | — | — | — | US159 (5 Wo.)US | Erstveröffentlichung: Juni 1976         |
| 1978 | You Can Tune a Piano, But You Can’t Tuna Fish       | — | — | — | — | US29 ×2Doppelplatin · (48 Wo.)US                                                                                                  | Erstveröffentlichung: 16. März 1978     |
| 1979 | Nine Lives                                          | — | — | — | — | US33 Gold · (23 Wo.)US | Erstveröffentlichung: 20. Juli 1979     |
| 1980 | Hi Infidelity                                       | DE18 (25 Wo.)DE | — | — | UK6 Silber · (29 Wo.)UK | US1 Diamant · (101 Wo.)US | Erstveröffentlichung: 21. November 1980 |
| 1982 | Good Trouble                                        | DE17 (12 Wo.)DE | — | — | UK29 (7 Wo.)UK | US7 Platin · (24 Wo.)US | Erstveröffentlichung: 11. Juni 1982     |
| 1984 | Wheels Are Turnin’                                  | — | — | — | — | US7 ×2Doppelplatin · (49 Wo.)US                                                                                                   | Erstveröffentlichung: 5. November 1984  |
| 1987 | Life As We Know It                                  | — | — | — | — | US28 Gold · (48 Wo.)US | Erstveröffentlichung: 6. Februar 1987   |
| 1990 | The Earth, a Small Man, His Dog and a Chicken       | — | — | CH38 (3 Wo.)CH | — | US129 (8 Wo.)US | Erstveröffentlichung: 30. August 1990   |
| 1996 | Building the Bridge                                 | — | — | — | — | — | Erstveröffentlichung: 9. Juli 1996      |
| 2007 | Find Your Own Way Home                              | — | — | — | — | — | Erstveröffentlichung: 3. April 2007     |
| 2009 | Not So Silent Night … Christmas with REO Speedwagon | — | — | — | — | — | Erstveröffentlichung: 3. November 2009  |

grau schraffiert: keine Chartdaten aus diesem Jahr verfügbar